# Micrurus tamaulipensis
La coralillo tamaulipeca (Micrurus tamaulipensis) es una especie de serpiente de la familia Elapidae. La especie fue nombrada en alusión a la localidad tipo en la sierra de Tamaulipas, México.

## Clasificación y descripción
La especie es similar a Micrurus tener, difiriendo en la ausencia de un anillo nucal amarillo a través de la sutura interparietal; la presencia de una capucha en la cabeza color negro que se extiende 4 a 6 escamas más allá del borde de las escamas parietales: la barbilla y garganta son casi completamente negras, ocasionalmente con marcas pequeñas color rojo y naranja oscuros. La cola es tricolor, negra, amarilla y roja.

## Distribución
La especie es únicamente conocida para la localidad tipo ubicada en la sierra de Tamaulipas, Rancho La Sauceda, a unos 50 km al norte de González, Tamaulipas, México a 750-1000 m s. n. m.

## Hábitat
El hábitat en el rancho donde la especie ha sido colectada consiste en bosque de pino-encino, entremezclado con claros para pastoreo de ganado.

## Estado de conservación
Se encuentra catalogada como datos insuficientes (DD) en la IUCN.